# Kastryčnicki raën
Il Kastryčnicki raën (distretto di ottobre, in bielorusso: Кастрычніцкі раён) è uno dei raën in cui è suddivisa la capitale bielorussa di Minsk.